# Соснянка
Соснянка — ботанічна пам'ятка природи місцевого значення. Об'єкт розташований на території Ковельського району Волинської області, на південний схід від с. Зелена. Перебуває у відання філії «Ковельське лісове господарство», Ковельське лісництво, квартал 37, виділ 2.
Площа — 17 га, статус отриманий у 1991 році за рішенням виконавчого комітету Волинської обласної ради народних депутатів від 31.10.1991 № 226.
Охороняється ділянка дубово-соснового лісу віком близько 150 років, де також зростають горобина звичайна та крушина ламка, а у трав'яному покриві - чорниця та лохина.

## Галерея

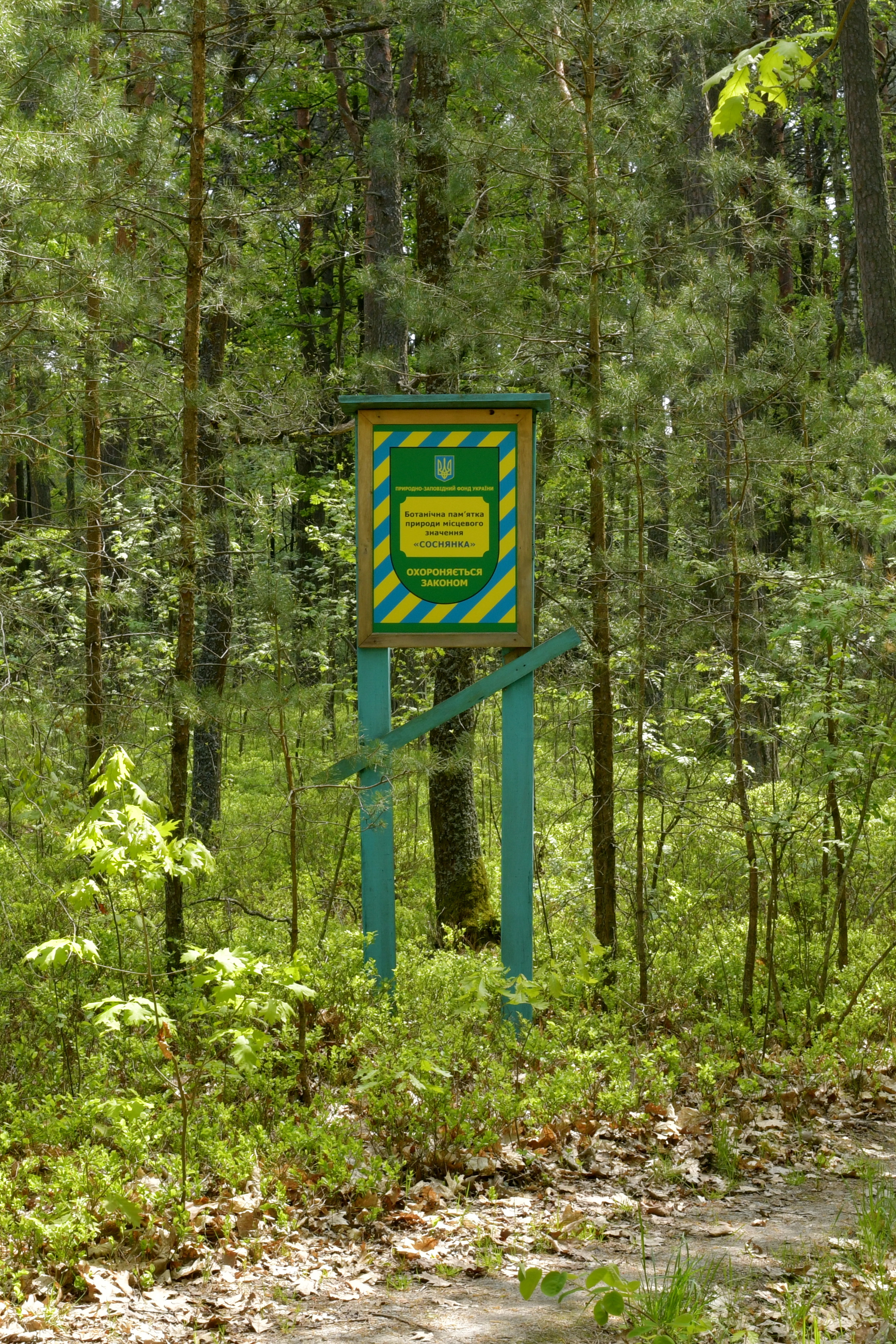
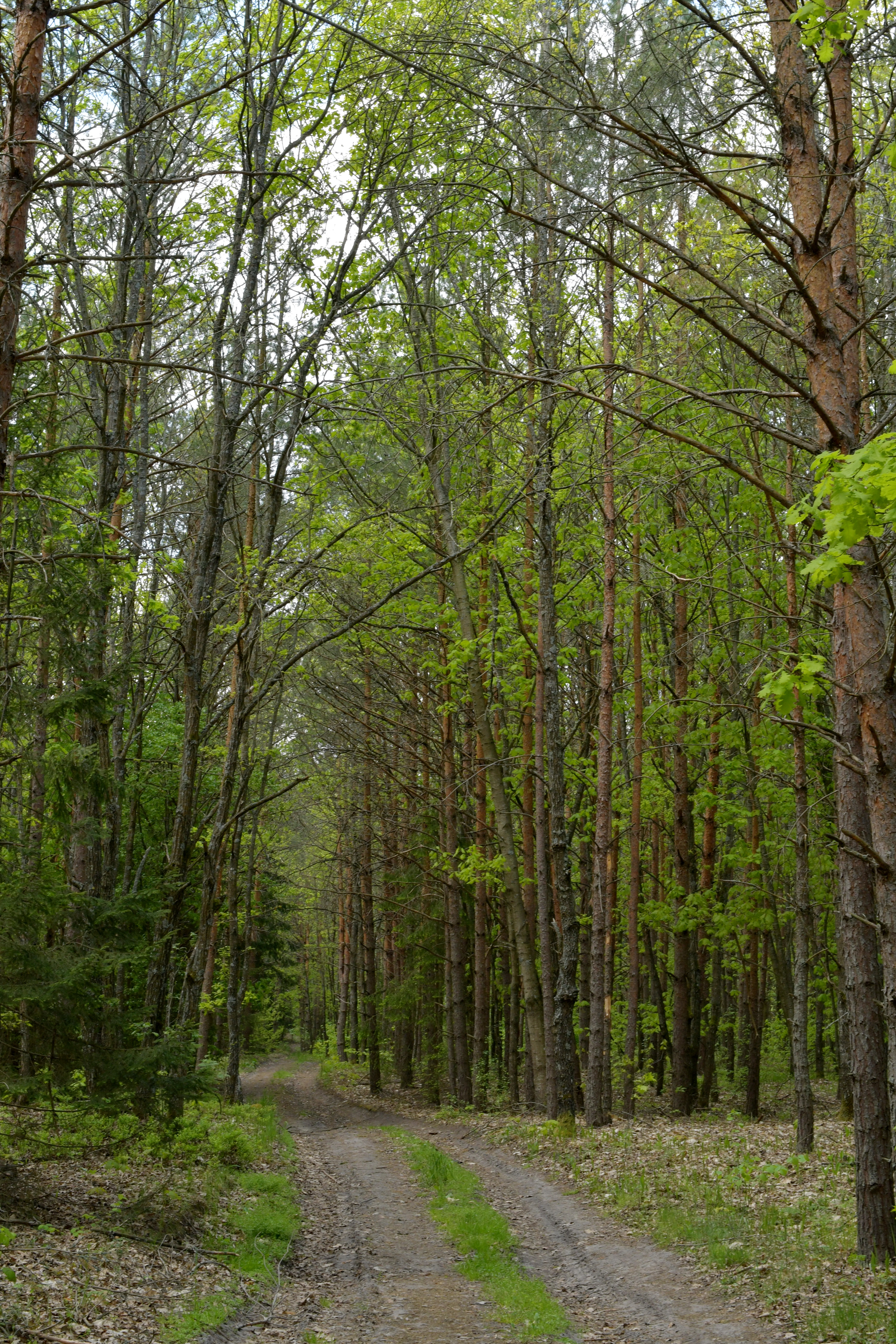
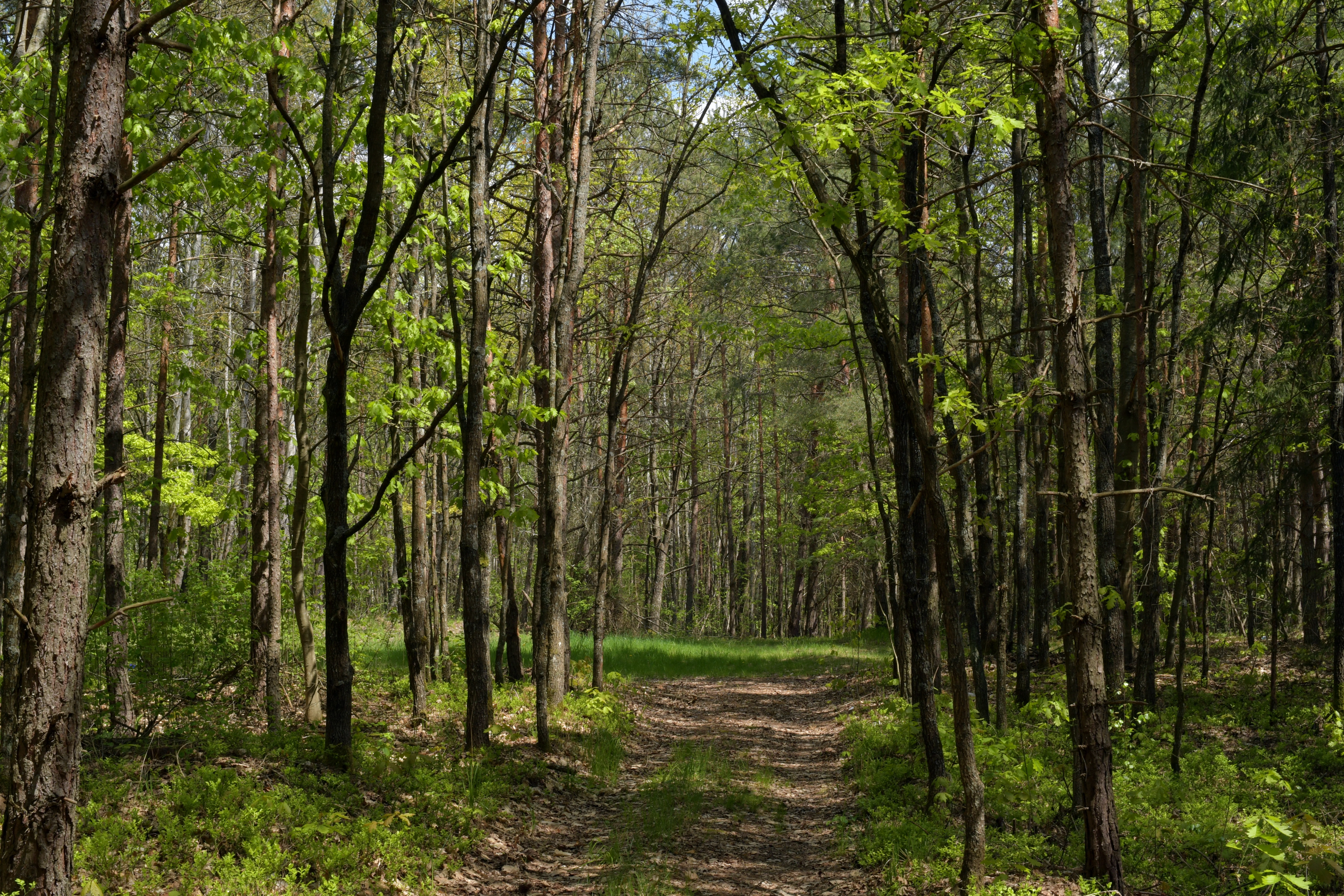